# Wendy Shongwe
Wendy Shongwe (* 18. Januar 2003 in Pretoria, Gauteng) ist eine südafrikanische Fußballspielerin.

## Karriere

### Klub
Derzeit spielt sie in der Mannschaft der University of Pretoria.

### Nationalmannschaft
Am 23. Juni 2023 wurde sie für den finalen Kader bei der Weltmeisterschaft 2023 nominiert. Dort erhielt sie beim 3:2-Gruppenspielsieg über Italien am 2. August 2023 ihren ersten Einsatz, nachdem sie in der 90.+5. Minute für Hildah Magaia eingewechselt wurde, um noch etwas Zeit von der Uhr zu nehmen.